# Johannes Hinsenkamp
Johannes Hinsenkamp (* 8. April 1870 in Holsterhausen; † 22. Februar 1949 in Bonn) war Stadtdechant der Bonner Münsterpfarre.

## Leben
Hinsenkamp verbrachte seine Jugend in seiner Geburtsstadt Essen. Er studierte Theologie in Bonn und trat der katholischen Studentenverbindung Novesia bei. Hinsenkamp wurde 1896 in Köln zum Priester geweiht.
Er wurde Kaplan in Mönchengladbach und übernahm 1900 die Stelle als Hofkaplan an St. Andreas in Düsseldorf.
1907 wurde er zum Pfarrer in Ronsdorf ernannt, wo er 11 Jahre wirkte.
Nach einer Pfarrstelle in Mönchengladbach wurde er 1920 zum Oberpfarrer der Münsterkirche und Stadtdechanten von Bonn ernannt.
Noch im selben Jahr begründete er aus Anlass des Patronatsfestes der Münsterpfarre die Tradition der Martinsumzüge, die bald im ganzen Rheinland Verbreitung fanden. 1930 ließ er die Glasfenster der Krypta von Heinrich Campendonk gestalten und die Orgel durch Johann Klais so erweitern, dass sie zu den größten im Rheinland gehörte. Er ließ im Bonner Münster erstmals umfangreiche Grabungen in der Krypta durchführen.
Hinsenkamp galt als anerkannter Gegner des nationalsozialistischen Regimes und protestierte 1933 gegen die Angriffe der Hitlerjugend gegen junge Katholiken. Am 21. Juni 1934 protestierte er in einem öffentlichen Brief gegen den Brandanschlag auf das Heim der katholischen Neudeutschen Jugend in Godesberg. Während der Naziherrschaft versteckte er jüdische Mitbürger in seiner Wohnung. Es gab auch enge Verbindung zwischen ihm, Joseph Roth und Konrad Adenauer.
Johannes Hinsenkamp starb 1949 in Bonn und wurde im Bonner Münster beigesetzt.

## Veröffentlichungen
- 1929, Die Funde in der Bonner Münsterkrypta in ihrer Beziehung zur Eifel. In: Eifelvereinsblatt, 30. Jahrgang, Nr. 1, Januar 1929[5]

## Würdigungen und Ehrungen
- Kaplan Seiner Heiligkeit mit Berechtigung Monsignore als Anrede
- 1945 wurde Hinsenkamp zum Ehrenbürger der Stadt Bonn ernannt.[6]
- 8. April 1946 Eintrag in das Goldene Buch der Stadt Bonn[7]
- Ebenfalls in Bonn Dottendorf wurde eine Straße nach ihm benannt.[8]